# Anna Garwacka
Anna Garwacka (ur. 22 października 1970 w Płocku) – polska piłkarka ręczna, pięciokrotna mistrzyni Polski, reprezentantka Polski.

## Życiorys

### Kariera klubowa
Była wychowanką klubu MKS Płock. W latach 1989–1994 występowała w zespole Start Elbląg, zdobywając z nim dwa mistrzostwa Polski (1992 i 1994), wicemistrzostwo (1991) oraz brązowy medal mistrzostw Polski (1993). Następnie reprezentowała barwy drużyny Via Vena Warszawa (1994/1995), a od 1995 do 1998 była zawodniczką Montexu Lublin, zdobywając trzy razy z rzędu mistrzostwo Polski (1996-1998). W 1999 została zawodniczką JKS Jarosław, a od 2000 do 2006 grała we francuskim zespole Angouleme. Tam zakończyła karierę. 

### Kariera reprezentacyjna
W reprezentacji Polski debiutowała 24 maja 1990 w towarzyskim spotkaniu z Danią. Czterokrotnie wystąpiła na mistrzostwach świata (1990 - 9. miejsce, 1993 - 10. miejsce, 1997 - 8. miejsce, 1999 - 11. miejsce), raz na mistrzostwach Europy (1996 - 11. miejsce). Ostatni raz wystąpiła w tej drużynie w meczu eliminacji mistrzostw Europy - 14 kwietnia 2000 z Ukrainą. Łącznie w biało-czerwonych barwach wystąpiła 205 razy, zdobywając 362 bramki.